# Pietro di Trastámara
Pietro Fernández (Pedro in spagnolo, Pero in aragonese, Pere in catalano, Petru in siciliano; Castiglia, 1406 – Napoli, 17 ottobre 1438) principe della casa reale castigliana, fu duca di Noto.

## Origini familiari
Era il figlio sestogenito (quarto maschio) del principe di Castiglia e León, e futuro re della corona d'Aragona e di Sicilia, Ferdinando e di Eleonora d'Alburquerque.

## Biografia
Dopo il compromesso di Caspe (1412), suo padre, Ferdinando, divenne re della corona d'Aragona e, di conseguenza, Pietro divenne infante d'Aragona.

Il padre aveva lasciato Petro, assieme ai fratelli, Enrico e Giovanni (il futuro re d'Aragona e di Navarra, Giovanni II), detti gli infanti d'Aragona, in Castiglia (dove Ferdinando, prima di divenire re in Aragona, era stato reggente, dal 1406, per conto del nipote, Giovanni II, minorenne, come da espressa volontà del defunto re padre di Giovanni II, Enrico III l'Infermo, fratello di Ferdinando) a prendere il suo posto alla guida della famiglia (Trastámara) reale di Castiglia. I suoi fratelli facevano parte del consiglio reale di Giovanni II.
Pietro appoggiò i fratelli, Enrico e Giovanni nella loro lotta contro le fazioni di nobili che si opponevano alla loro invadenza, anche quando Enrico riuscì ad avere il controllo del cugino e a prendere il potere con il Golpe di Tordesillas, del 1419, dove il re venne sequestrato.
Rimase col fratello Enrico, sino a che quest'ultimo, nel giugno del 1422, fu arrestato, a Madrid.
Nel 1423, Pietro seguì il fratello maggiore, Alfonso V il Magnanimo, nel regno di Sicilia, dove partecipò alle lotte per la conquista di Napoli, da dove dovette fuggire, nel 1424.
 Ritornato in Sicilia, per un certo periodo fu governatore dell'isola a nome del fratello Alfonso V, che lo investì del ducato di Noto.
Pietro ritornò nella penisola iberica, quando suo fratello, Alfonso V il Magnanimo, nel 1429, invase il regno di Castiglia iniziando una guerra che terminò col trattato di Majano del luglio 1430, con cui si pose fine all'invasione aragonese della Castiglia, i fratelli Enrico e Giovanni furono esiliati in Aragona mentre tutte le loro proprietà in Castiglia, incluse quelle di Pietro, vennero confiscate.
Pietro rientrò ancora una volta in Castiglia, nel 1432, per partecipare ad una rivolta nobiliare ma fu catturato ad Alcántara, imprigionato e liberato circa un anno dopo.
Ritornato in Sicilia, Pietro rimase a governare l'isola, mentre, nel 1435, i fratelli, Alfonso V il Magnanimo, Enrico e Giovanni, andarono alla conquista del regno di Napoli e all'assedio di Gaeta durante la battaglia di Ponza, il 25 agosto, i tre fratelli furono sconfitti e fatti prigionieri dai Genovesi (la loro madre Eleonora, morì per il dolore, poco dopo aver ricevuto la notizia della cattura di tre dei suoi figli maschi).

Mentre i fratelli, Enrico e Giovanni, ritornarono nella penisola iberica, Pietro continuò a governare la Sicilia per conto di Alfonso V, e nel 1438, seguì il fratello, Alfonso che aveva messo l'assedio a Napoli, dove risiedeva Renato d'Angiò, ma l'assedio fallì e Pietro, il 17 ottobre, perse la vita durante la battaglia di Napoli. Non aveva preso moglie né generato discendenza nota.

## Ascendenza
|                               |                         |                            | Genitori                      |  |  | Nonni |  |  | Bisnonni               |  |  | Trisnonni               |  |
|                               |                         |                            |                               |  |  |       |  |  | Enrico II di Castiglia |  |  | Alfonso XI di Castiglia |  |
|                               |                         |                            |                               |  |  |       |  |  | Enrico II di Castiglia |  |  | Alfonso XI di Castiglia |  |
|                               |                         | Eleonora di Guzmán         |                               |  |  |       |  |  | Enrico II di Castiglia |  |  |                         |  |
| Giovanni I di Castiglia       |                         |                            |                               |  |  |       |  |  | Enrico II di Castiglia |  |  |                         |  |
|                               |                         | Giovanna Manuele           | Giovanni Manuele              |  |  |       |  |  |                        |  |  |                         |  |
|                               |                         | Giovanna Manuele           | Giovanni Manuele              |  |  |       |  |  |                        |  |  |                         |  |
|                               |                         | Giovanna Manuele           | Bianca de La Cerda y Lara     |  |  |       |  |  |                        |  |  |                         |  |
| Ferdinando I di Aragona       |                         | Giovanna Manuele           |                               |  |  |       |  |  |                        |  |  |                         |  |
|                               |                         | Pietro IV di Aragona       | Alfonso IV di Aragona         |  |  |       |  |  |                        |  |  |                         |  |
|                               |                         | Pietro IV di Aragona       | Alfonso IV di Aragona         |  |  |       |  |  |                        |  |  |                         |  |
|                               |                         | Pietro IV di Aragona       | Teresa di Entenza             |  |  |       |  |  |                        |  |  |                         |  |
| Eleonora d'Aragona            |                         | Pietro IV di Aragona       |                               |  |  |       |  |  |                        |  |  |                         |  |
|                               |                         | Eleonora di Sicilia        | Pietro II di Sicilia          |  |  |       |  |  |                        |  |  |                         |  |
|                               |                         | Eleonora di Sicilia        | Pietro II di Sicilia          |  |  |       |  |  |                        |  |  |                         |  |
|                               |                         | Eleonora di Sicilia        | Elisabetta di Carinzia        |  |  |       |  |  |                        |  |  |                         |  |
| Pietro di Trastamara          |                         | Eleonora di Sicilia        |                               |  |  |       |  |  |                        |  |  |                         |  |
|                               | Alfonso XI di Castiglia | Ferdinando IV di Castiglia |                               |  |  |       |  |  |                        |  |  |                         |  |
|                               | Alfonso XI di Castiglia | Ferdinando IV di Castiglia |                               |  |  |       |  |  |                        |  |  |                         |  |
|                               | Alfonso XI di Castiglia | Costanza del Portogallo    |                               |  |  |       |  |  |                        |  |  |                         |  |
| Sancho Alfonso d'Alburquerque | Alfonso XI di Castiglia |                            |                               |  |  |       |  |  |                        |  |  |                         |  |
|                               |                         | Eleonora di Guzmán         | Pietro Núñez di Guzmán        |  |  |       |  |  |                        |  |  |                         |  |
|                               |                         | Eleonora di Guzmán         | Pietro Núñez di Guzmán        |  |  |       |  |  |                        |  |  |                         |  |
|                               |                         | Eleonora di Guzmán         | Giovanna Ponzia di Lèon       |  |  |       |  |  |                        |  |  |                         |  |
| Eleonora d'Alburquerque       |                         | Eleonora di Guzmán         |                               |  |  |       |  |  |                        |  |  |                         |  |
|                               |                         | Pietro I del Portogallo    | Alfonso IV del Portogallo     |  |  |       |  |  |                        |  |  |                         |  |
|                               |                         | Pietro I del Portogallo    | Alfonso IV del Portogallo     |  |  |       |  |  |                        |  |  |                         |  |
|                               |                         | Pietro I del Portogallo    | Beatrice di Castiglia         |  |  |       |  |  |                        |  |  |                         |  |
| Beatrice del Portogallo       |                         | Pietro I del Portogallo    |                               |  |  |       |  |  |                        |  |  |                         |  |
|                               |                         | Inés de Castro             | Pedro Fernández de Castro     |  |  |       |  |  |                        |  |  |                         |  |
|                               |                         | Inés de Castro             | Pedro Fernández de Castro     |  |  |       |  |  |                        |  |  |                         |  |
|                               |                         | Inés de Castro             | Aldonza Lorenzo de Valladares |  |  |       |  |  |                        |  |  |                         |  |
|                               |                         | Inés de Castro             |                               |  |  |       |  |  |                        |  |  |                         |  |